# Harewood House

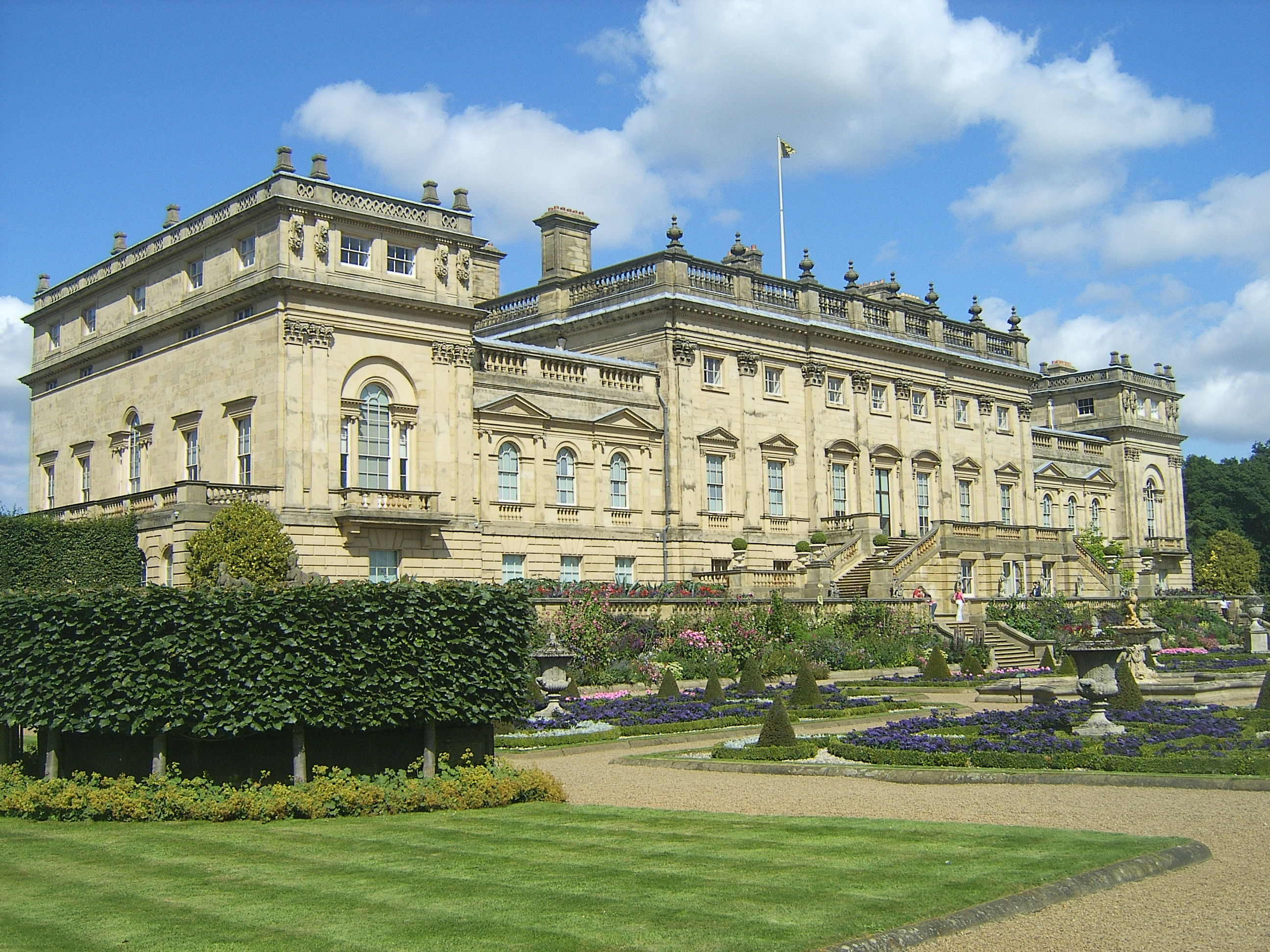
Harewood House.

Harewood House är ett slott i Harewood, West Yorkshire, Storbritannien. Det byggdes mellan 1759 och 1770 av släkten Lascelles, som fortfarande äger slottet. En bemärkt ägare var Henry Lascelles, 6:e earl av Harewood, (1882–1947), gift med prinsessan Mary av Storbritannien (1897–1965), dotter till Georg V av Storbritannien. 
Det mesta av möblemanget är tillverkat av Thomas Chippendale, en av de mest betydelsefulla engelska möbeldesignarna under 1700-talet. 